# Franzer
Franzer ist ein Begriff aus dem Automobilsport.
Bei einer Rallye, einem Spezialgebiet des Automobilsports, wird der Beifahrer (Copilot) als Franzer bezeichnet. Der Franzer hat die Aufgabe, den administrativen Teil einer Fahrt zu übernehmen.
Der Begriff Franzer entstammt wahrscheinlich der Fliegersprache des Ersten Weltkrieges.
Der Pilot wurde Emil genannt. Der Copilot (Navigator, Beobachter) hieß Franz oder Fred, woraus im deutschen Sprachgebrauch die Metapher „wir haben uns verfranzt“ oder „wir haben uns verfredet“ abgeleitet wurde, die noch heute sehr häufig als Synonym für das sich verirren während einer Reise Verwendung findet.
In älteren Auflagen des Duden wurde der Begriff Franzer bereits aufgeführt, scheint sich heute aber im deutschen Sprachgebrauch nicht durchgesetzt zu haben.